# Liste der Staatspräsidenten der Mongolei

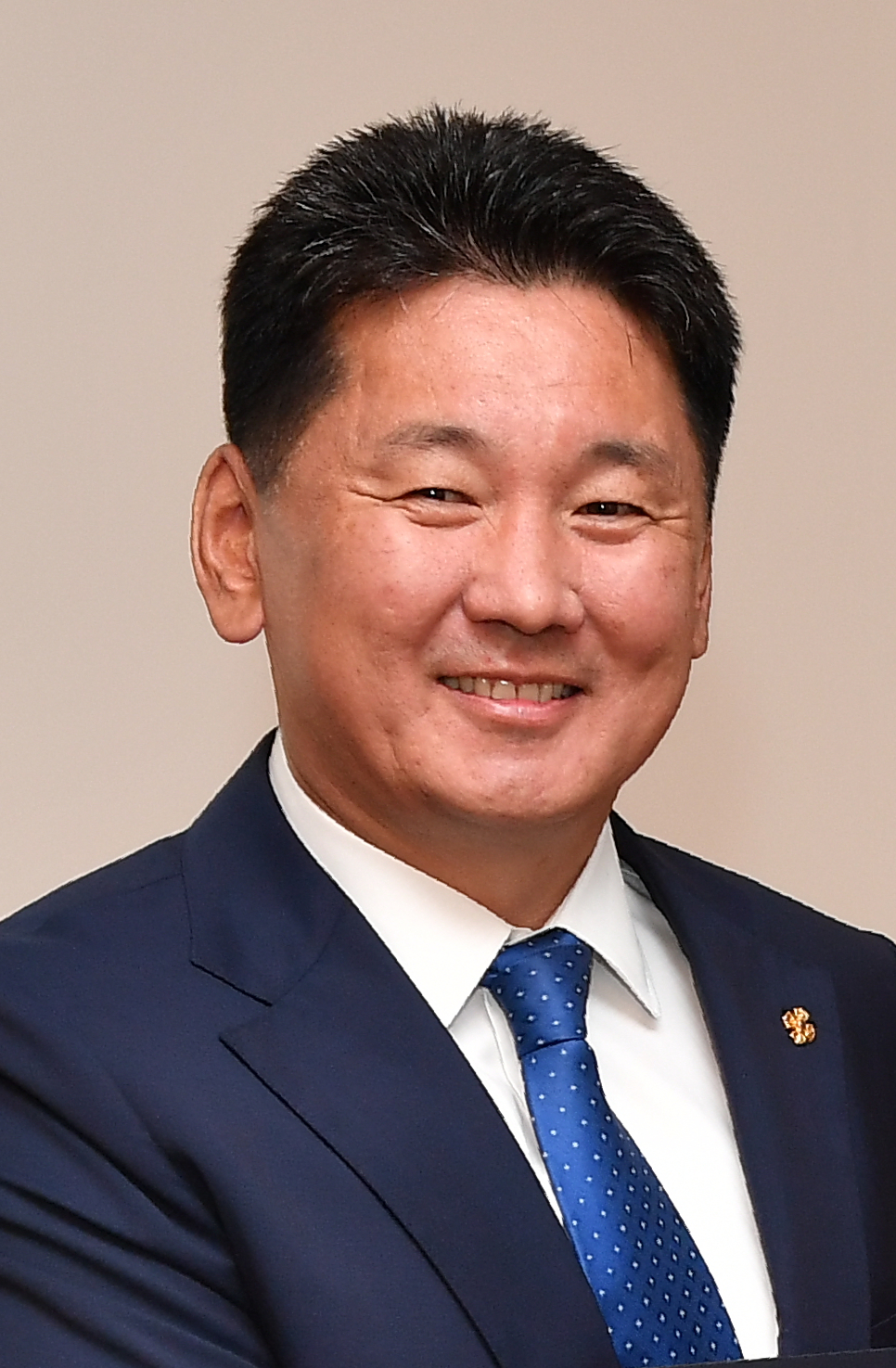
Uchnaagiin Chürelsüch, Präsident der Mongolei

Der Staatspräsident der Mongolei ist das Staatsoberhaupt der Mongolei.
Er hat folgende Kompetenzen:
- Er nominiert einen Kandidaten für das Amt des Premierministers, der dann vom Großen Staats-Chural (Parlament) bestätigt werden muss. Bei dieser Aufgabe handelt es sich allerdings weitgehend um eine Formalität, da im Parlament umstrittene Kandidaten ohnehin nicht in Frage kommen.
- Er hat ein Vetorecht gegen Parlamentsentscheidungen, das dieses aber mit einer Zweidrittelmehrheit überstimmen kann.
- Er bestätigt die Ernennung von Richtern.
- Er hat den Vorsitz über den Nationalen Sicherheitsrat.
- Er führt das Oberkommando über die mongolischen Streitkräfte.

Der Staatspräsident wird für eine Amtszeit von vier Jahren direkt vom Volk gewählt, mit einer Beschränkung auf zwei Amtszeiten. Die Kandidaten werden von den im Parlament vertretenen Parteien nominiert.

## Geschichte
Der Amt des Staatspräsidenten wurde unter diesem Namen erst nach der Demokratisierung geschaffen. Die Funktion als solche existierte aber auch in der Zeit der kommunistischen Mongolischen Volksrepublik. Darum werden heute auch die Staatsoberhäupter dieser Zeit als Staatspräsidenten bezeichnet.
Manchmal wird auch der Bogd Khan als „Präsident“ der Mongolei angesehen. Dabei handelte es sich um das geistige Oberhaupt des Landes vor der kommunistischen Revolution. Im Allgemeinen gilt der Titel nur für die darauf folgenden weltlichen Staatsoberhäupter. Manchmal wird Balingiin Tserendordsch Beise, der 1924 faktisch die Staatsgewalt anführte, ebenfalls als Präsident bezeichnet, aber die offizielle Zählung beginnt erst mit Nawadordschiin Jadambaa, der vom Großen Staats-Chural formell zum Vorsitzenden gewählt wurde.
Schon einen Tag danach wurde die Führungsstruktur reorganisiert, und der Vorsitzende des Kleinen Staats-Chural (des Exekutivorgans des Parlamentes) zum Staatsoberhaupt erhoben. Der Kleine Staats-Chural wurde später wieder aufgelöst, und der Vorsitzende des Präsidiums des Großen Staats-Churals galt als Staatsoberhaupt. Kurze Zeit danach erfolgte eine Umbenennung, wodurch sich auch der Titel des Staatsoberhauptes in Vorsitzender des Großen Volks-Churals änderte. Mit der demokratischen Verfassung von 1990 wurde dann auch formell der Titel des Staatspräsidenten eingeführt.

## Liste der Amtsinhaber
| #  | Name                                 | von                | bis                | Partei |
| -- | ------------------------------------ | ------------------ | ------------------ | ------ |
| 01 | Nawaandordschiin Dschadambaa         | 28. November 1924  | 29. November 1924  | MRVP   |
| 02 | Peldschidiin Genden                  | 29. November 1924  | 15. November 1927  | MRVP   |
| 03 | Dschamtsangiin Damdinsüren           | 16. November 1927  | 23. Januar 1929    | MRVP   |
| 04 | Chorloogiin Tschoibalsan             | 24. Januar 1929    | 27. April 1930     | MRVP   |
| 05 | Losolyn Laagan                       | 27. April 1930     | 2. Juli 1932       | MRVP   |
| 06 | Anandyn Amar                         | 2. Juli 1932       | 22. März 1936      | MRVP   |
| 07 | Dansranbilegiin Dogsom               | 22. März 1936      | 9. Juli 1939       | MRVP   |
|    | vakant                               | 9. Juli 1939       | 6. Juli 1940       |        |
| 08 | Gontschigiin Bumtsend                | 6. Juli 1940       | 23. September 1953 | MRVP   |
|    | Süchbaataryn Jandschmaa (ausführend) | 23. September 1953 | 7. Juli 1954       | MRVP   |
| 09 | Dschamsrangiin Sambuu                | 7. Juli 1954       | 20. Mai 1972       | MRVP   |
|    | Tsagaanlamyn Dügersüren (ausführend) | 20. Mai 1972       | 29. Juni 1972      | MRVP   |
|    | Sonomyn Luwsan (ausführend)          | 29. Juni 1972      | 11. Juni 1974      | MRVP   |
| 10 | Jumdschaagiin Tsedenbal              | 11. Juni 1974      | 23. August 1984    | MRVP   |
|    | Njamyn Dschagwaral (ausführend)      | 23. August 1984    | 12. Dezember 1984  | MRVP   |
| 11 | Dschambyn Batmönch                   | 12. Dezember 1984  | 21. März 1990      | MRVP   |
| 12 | Punsalmaagiin Otschirbat             | 21. März 1990      | 3. September 1990  | MRVP   |
|    | Punsalmaagiin Otschirbat, forts.     | 3. September 1990  | 20. Juni 1997      | MNDP   |
| 13 | Natsagiin Bagabandi                  | 20. Juni 1997      | 24. Juni 2005      | MRVP   |
| 14 | Nambaryn Enchbajar                   | 24. Juni 2005      | 18. Juni 2009      | MRVP   |
| 15 | Tsachiagiin Elbegdordsch             | 18. Juni 2009      | 10. Juli 2017      | DP     |
| 16 | Chaltmaagiin Battulga                | 10. Juli 2017      | 25. Juni 2021      | DP     |
| 17 | Uchnaagiin Chürelsüch                | 25. Juni 2021      | amtierend          | MVP    |